# Xenia (Schriftenreihe)
Xenia. Konstanzer althistorische Vorträge und Forschungen ist eine wissenschaftliche Schriftenreihe auf dem Gebiet der Alten Geschichte.
In der Reihe Xenia werden in erster Linie Vorträge veröffentlicht, die an der Universität Konstanz gehalten wurden. Außerdem werden von Wissenschaftlern des althistorischen Lehrstuhls erbrachte Forschungsergebnisse in der Reihe publiziert. Das altgriechische Wort Xenia bedeutet so viel wie „Gastgeschenk“ und verweist schon im Titel auf Vorträge der lehrstuhlfremden Redner. Finanziert wurde die Reihe zunächst durch den Mäzen des Lehrstuhls, Heinz E. Breuninger, nach dessen Tod durch die Breuninger-Stiftung. Bis 2020 fungierte Wolfgang Schuller über viele Jahre als Herausgeber.
Innerhalb der Reihe erschienen Beiträge von Autoren wie Franz Georg Maier, Christoph Börker, Hans-Joachim Gehrke, Kurt Raaflaub, Wolfgang Schuller, Tonio Hölscher, Volkert Haas, Werner Dahlheim, Jürgen von Ungern-Sternberg, Liselot Huchthausen, Frank W. Walbank, William M. Brashear, Gert Audring und Wilfried Nippel. Bis 2018 sind mehr als 50 Bände, alle in deutscher Sprache, erschienen.